# Петра (вилает Лозенград)
Вижте пояснителната страница за други значения на Петра.
Петра (на турски: Kayalı, Каялъ) е село в Източна Тракия, Турция, Околия Лозенград, Вилает Лозенград.

## География
Селото се намира в южното подножие на Странджа на 10 километра западно от вилаетския център Лозенград (Къркларели).

## История
В XIX век Петра е гръцко село в Хавсенска кааза в Одринския вилает на Османската империя. Според „Етнография на вилаетите Адрианопол, Монастир и Салоника“, издадена в Константинопол в 1878 година и отразяваща статистиката на населението от 1873 година, Бедра (Bedra) има 190 домакинства и 486 жители гърци.
Според статистиката на професор Любомир Милетич в 1912 година в селото живеят 350 гръцки семейства.
При избухването на Балканската война в 1912 година двама души от Петра са доброволци в Македоно-одринското опълчение.
По време на Балканската война в околностите на селото са погребани 186 български военнослужещи.

## Личности
Родени в Петра
- Киро Тодоров (1884 – ?), македоно-одрински опълченец, 2 рота на 4 битолска дружина[5]
- Полихрон Георгиев (1889 – ?), македоно-одрински опълченец, щаб на 4 битолска дружина[6]

Починали в Петра
- Андон Пенев, български военен деец, подпоручик, загинал през Балканската война на 10 октомври 1912 година[7]
- Ганчо Иванов Бинчев, български военен деец, подпоручик, загинал през Балканската война на 10 октомври 1912 година[8]
- Марин Попрусанов, български военен деец, подпоручик, загинал през Балканската война на 10 октомври 1912 година[9]
- Илия Христов Гайдарджиев, учител, доброволец, от село Топчии, околия Разградска, загинал на 10 октомври 1912 година